# Deserto de Rangipo

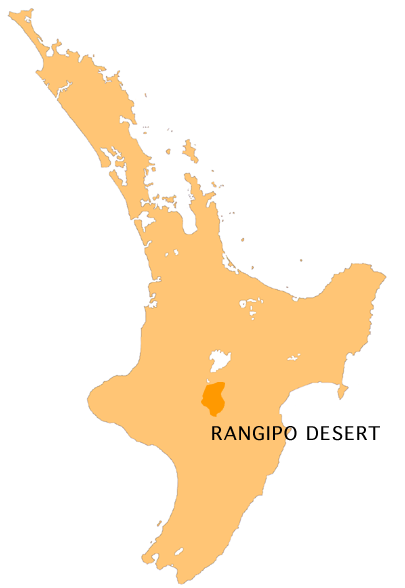
Deserto de Rangipo em amarelo escuro

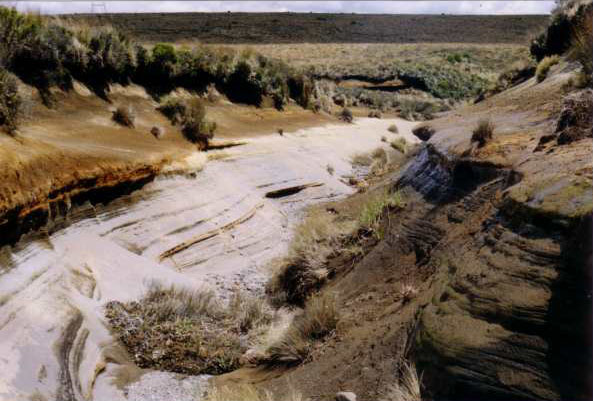
Típico cenário do Rangipo, visto da rodovia que corta o deserto

Deserto de Rangipo é um deserto gelado na Nova Zelândia, localizado no Distrito de Ruapehu próximo ao vulcão Néo-zelandez Plateau, e mais três vulcões ativos, o Monte Tongariro, Monte Ngauruhoe, e o Ruapehu, e ao Oeste da montanhosa Região de Kaimanawa.
O Rangipo recebe anualmente cerca de 1500 a 2500 mm de chuva por ano, mas é denominado um deserto devido a baixa humidade relativa e ventos secos. A vegetação mínima e discreta, e os locais com águas são poucos, encontrados apenas nas regiões dos largos rios, grandes vales e depressões cortam a região.
Grande parte do deserto fica a uma altitude de mais de 600 metros, e uma parte considerável, fica superior a 1 000 metros acima do nível do mar.
O clima é alpino, com cerca de 270 geadas por ano, com nevascas raramente vistas no resto da ilha.
Devido à natureza da terra improdutiva, a região é em grande parte desabitada. A cidade de Waiouru localizada ao sul, abriga um acampamento militar, e grande parte da área, é utilizado para fins de treinamento. Ao norte do deserto está a Tongariro Rangipo Prison uma prisão estilo colônia.
A maioria dos rios da ilha do norte, têm suas nascentes na região do deserto, geralmente em torno das encostas do Monte Ruapehu, a montanha mais alta da ilha norte. Estes, incluem o rio Waikato e o rio Whangae, bem como os principais afluentes do rio Rangitikei e rio Whanganui.
O deserto é atravessado por uma única estrada, conhecida Desert Road, a Rodovia do deserto.
É considerado um dos maiores desertos do mundo

## Na cultura popular
Cenas do filme O Senhor dos Anéis foram gravados na Nova Zelândia, cenas como o Portão Negro de Mordor foram filmadas no deserto em 2000.